# 8 de novembro
8 de novembro é o 312.º dia do ano no calendário gregoriano (313.º em anos bissextos). Faltam 53 dias para acabar o ano.

## Eventos históricos

1620: Batalha da Montanha Branca

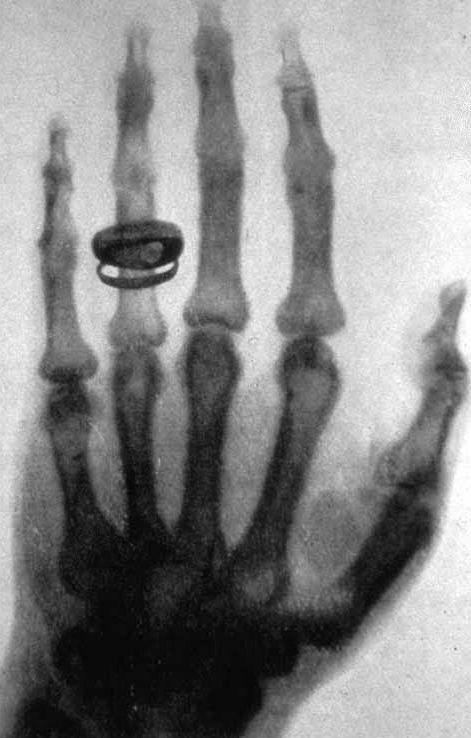
1895: Imagem de raio-X

- 0960 — Batalha de Andrasso: os romanos orientais (bizantinos) liderados por Leão Focas, o Jovem, conquistam uma vitória esmagadora sobre o emir hamadânida de Alepo, Ceife Adaulá.
- 1291 — A República de Veneza promulga uma lei que confina a maior parte da indústria vidreira de Veneza à "ilha de Murano".[1]
- 1519 — Hernán Cortés entra em Tenochtitlán e o Huey Tlatoani (o imperador de Exkan Tlahtoloyan, chamado de Império Azteca pelos espanhóis) Moctezuma II recebe-o com uma grande festa.
- 1520 — Começa o Banho de sangue de Estocolmo: uma invasão bem-sucedida da Suécia pelas forças dinamarquesas resulta na execução de cerca de 100 pessoas.
- 1576 — Guerra dos Oitenta Anos: Pacificação de Gante: Os Estados Gerais dos Países Baixos reúnem-se e unem-se para se oporem à ocupação espanhola.
- 1602 — A Biblioteca Bodleiana da Universidade de Oxford é aberta ao público.
- 1605 — Robert Catesby, líder da Conspiração da Pólvora, é morto.
- 1614 — O daimiô japonês Justo Ukon Takayama é exilado nas Filipinas pelo xogum Tokugawa Ieyasu por ser cristão.
- 1620 — A Batalha da Montanha Branca acontece perto de Praga, terminando em uma decisiva vitória católica em apenas duas horas.
- 1644 — O imperador Shunzhi, o terceiro imperador da dinastia Qing, é entronizado em Pequim após o colapso da dinastia Ming como o primeiro imperador Qing a governar a China.
- 1745 — Carlos Eduardo Stuart invade a Inglaterra com um exército de 5 000 homens que mais tarde participaria da Batalha de Culloden.
- 1793 — Primeira abertura do Louvre ao público como museu
- 1799 — Fim mal sucedido da Conjuração Baiana: seus principais líderes, João de Deus Nascimento, Luiz Gonzaga das Virgens e Veiga, Lucas Dantas do Amorim Torres e Manoel Faustino dos Santos Lira, são condenados e executados.
- 1822 — Guerra da Independência do Brasil: A Batalha de Pirajá, com a vitória brasileira, consolidando a situação de derrota política e militar dos portugueses na Bahia.
- 1884 — José Maria Lisboa e Américo de Campos fundam o jornal Diário Popular, em São Paulo.
- 1887 — Emile Berliner patenteia o Gramofone (Gira-discos).
- 1892 — Começa a Greve geral de 1892 em Nova Orleans, unindo sindicalistas americanos negros e brancos em uma ação bem-sucedida de greve geral de quatro dias pela primeira vez.
- 1895 — Enquanto experimenta a eletricidade, Wilhelm Conrad Röntgen descobre o raio-X.
- 1901 — Motins evangélicos: Ocorrem confrontos sangrentos em Atenas após a tradução dos Evangelhos para o grego demótico.
- 1903 — Assinatura do Tratado Hay-Bunau-Varilla que cria a Zona do canal do Panamá.
- 1917 — Formado o primeiro Conselho do Comissariado do Povo, incluindo Vladimir Lenin, Leon Trotsky e Joseph Stalin.
- 1923 — Putsch da Cervejaria: em Munique, o então cabo Adolf Hitler lidera os nazistas em uma tentativa frustrada de derrubar o governo alemão.
- 1933 — Grande Depressão: New Deal: o presidente dos EUA, Franklin D. Roosevelt, inaugura a Administração de Obras Civis, uma organização destinada a criar empregos para mais de quatro milhões de desempregados.
- 1936 — Guerra Civil Espanhola: tropas franquistas fracassam em seus esforços para capturar Madri, mas começam o cerco de três anos.
- 1937 — A exposição nazista Der ewige Jude (“O Judeu Eterno”) é inaugurada em Munique.
- 1939 — Em Munique, o agora Führer Adolf Hitler escapa por pouco da tentativa de assassinato de Georg Elser enquanto celebrava o 16.º aniversário do Putsch da Cervejaria.
- 1940 — Guerra Greco-Italiana: A invasão italiana da Grécia fracassa enquanto unidades gregas em menor número repelem os italianos na Batalha de Elaia–Kalamas.
- 1942 — Segunda Guerra Mundial: golpe da Resistência Francesa em Argel, no qual 400 patriotas civis franceses neutralizam o XIX Corpo do Exército Vichyista após 15 horas de luta e prendem vários generais vichyistas, permitindo o sucesso imediato da Operação Tocha em Argel.
- 1950 — Guerra da Coréia: o tenente Russell J. Brown da Força Aérea dos Estados Unidos, enquanto pilotava um F-80 Shooting Star, abate dois MiG-15 norte-coreanos no primeiro combate aéreo entre aviões a jato da história.
- 1955 — Carlos Luz, então presidente da Câmara dos Deputados, assume, interinamente, a presidência do Brasil, após o afastamento de Café Filho por questões de saúde.
- 1960 — John F. Kennedy é eleito o 35º presidente dos Estados Unidos, derrotando o vice-presidente Richard Nixon, que mais tarde seria eleito presidente em 1968 e 1972.
- 1957
  - Operação Grapple X: o Reino Unido realiza seu primeiro teste bem-sucedido de bomba de hidrogênio sobre Kiritimati, no Pacífico.
  - O voo 7 da Pan Am desaparece entre São Francisco e Honolulu. O acidente matou todos os 36 passageiros e oito tripulantes.[2]
- 1965
  - Criado o Território Britânico do Oceano Índico, composto pelo arquipélago de Chagos, as ilhas Aldabra, Farcuar e Desroches.
  - A Lei do Assassinato (abolição da Pena de Morte) de 1965 recebe o consentimento real, abolindo formalmente a pena de morte no Reino Unido para quase todos os crimes.[3]
  - O voo 383 da American Airlines cai em Constance, Kentucky, matando 58 pessoas.[4]
- 1966 — O presidente dos Estados Unidos, Lyndon B. Johnson, assina uma lei antitruste, permitindo que a National Football League se fundisse com a American Football League.
- 1968 — A Convenção sobre Trânsito Viário é assinada para facilitar o tráfego rodoviário internacional e aumentar a segurança rodoviária, padronizando as regras uniformes de trânsito entre os signatários.
- 1973 — A orelha direita de John Paul Getty III é entregue a um jornal junto com uma nota de resgate, convencendo seu pai a pagar US$ 2,9 milhões.
- 1977 — Manolis Andronikos, arqueólogo grego e professor da Universidade Aristóteles de Salonica, descobre o túmulo de Filipe II da Macedónia em Vergina.[5]
- 1981 — O voo 110 da Aeroméxico cai perto de Zihuatanejo, México, matando todas as 18 pessoas a bordo.[6]
- 1983 — O voo 462 da TAAG Angola Airlines cai após a descolagem do Aeroporto do Lubango, matando todas as 130 pessoas a bordo. A UNITA afirma ter abatido a aeronave, embora isto seja contestado.[7]
- 1988 — O vice-presidente dos Estados Unidos, George H. W. Bush, é eleito o 41º presidente.
- 1997 — A Eritreia adota o nakfa como moeda oficial.[8]
- 2002 — O Conselho de Segurança das Nações Unidas aprova por unanimidade a resolução 1441 sobre o Iraque, forçando Saddam Hussein a se desarmar ou enfrentar "sérias consequências".[9]
- 2004 — Guerra do Iraque: Mais de 10 000 soldados norte-americanos e um pequeno número de unidades do exército iraquiano participam de um cerco ao reduto insurgente de Falluja.
- 2011 — O asteroide potencialmente perigoso 2005 YU55 passa a 0,85 distância lunar da Terra (cerca de 324 600 quilômetros), a abordagem mais próxima conhecida por um asteroide de brilho desde o 2010 XC15 em 1976.
- 2013 — O tufão Haiyan, um dos ciclones tropicais mais fortes já registrados, atinge a região de Visayas, nas Filipinas; a tempestade deixa pelo menos 6 340 pessoas mortas com mais de 1 000 ainda desaparecidas.
- 2016 — Donald Trump é eleito o 45º presidente dos Estados Unidos, derrotando Hillary Clinton, a primeira mulher a receber a indicação de um grande partido.
- 2019 — Luiz Inácio Lula da Silva, ex-presidente do Brasil, é libertado por decisão judicial após 580 dias de prisão, mediante decisão do Supremo Tribunal Federal de considerar prisão em segunda instância inconstitucional.[10][11]
- 2020 — Mianmar realiza as eleições gerais de 2020, reelegendo um governo liderado pela Liga Nacional para a Democracia, que é deposto pelos militares birmaneses em fevereiro seguinte, durante o golpe de estado de 2021 em Mianmar.

## Nascimentos

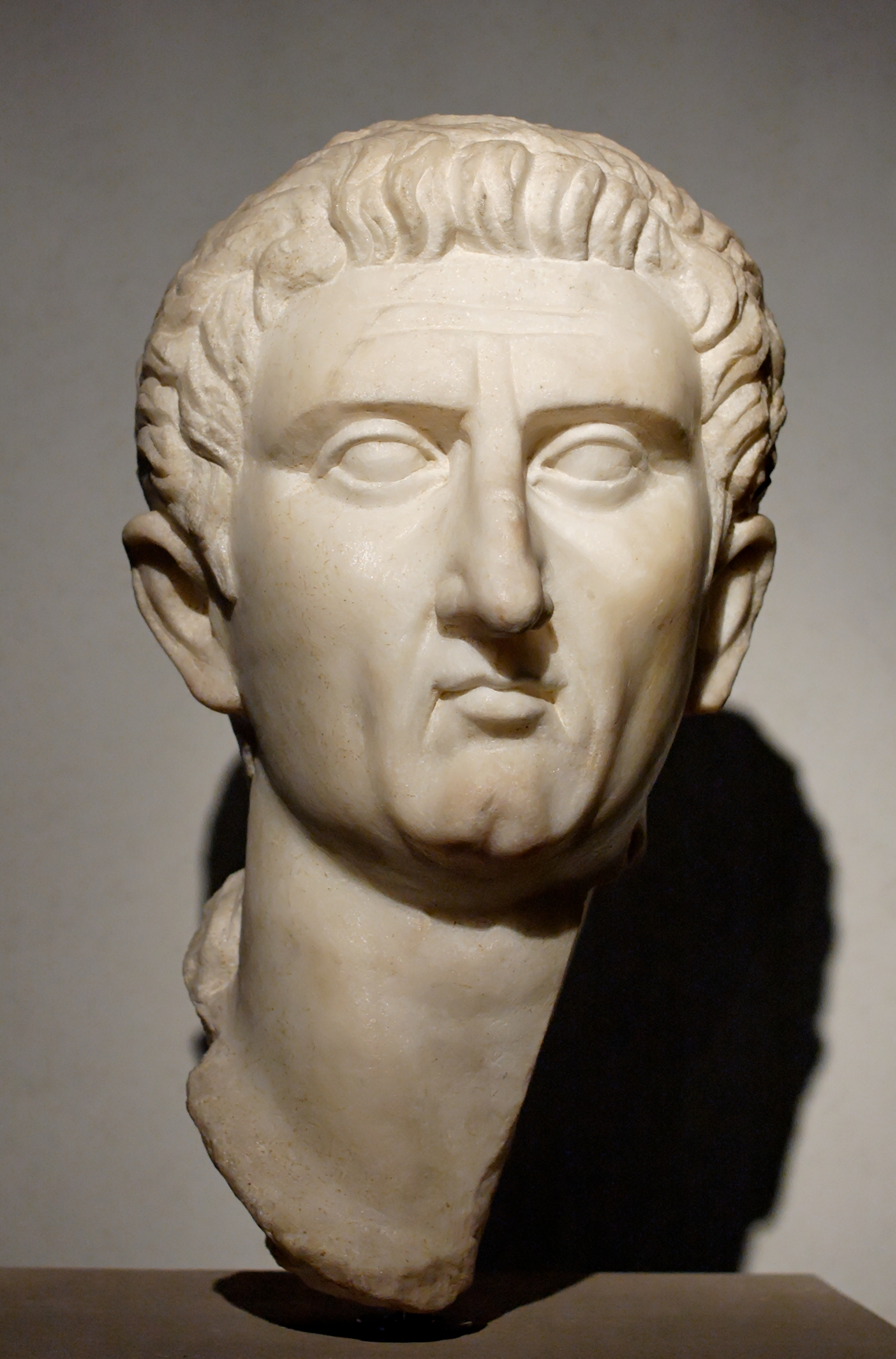
Nerva

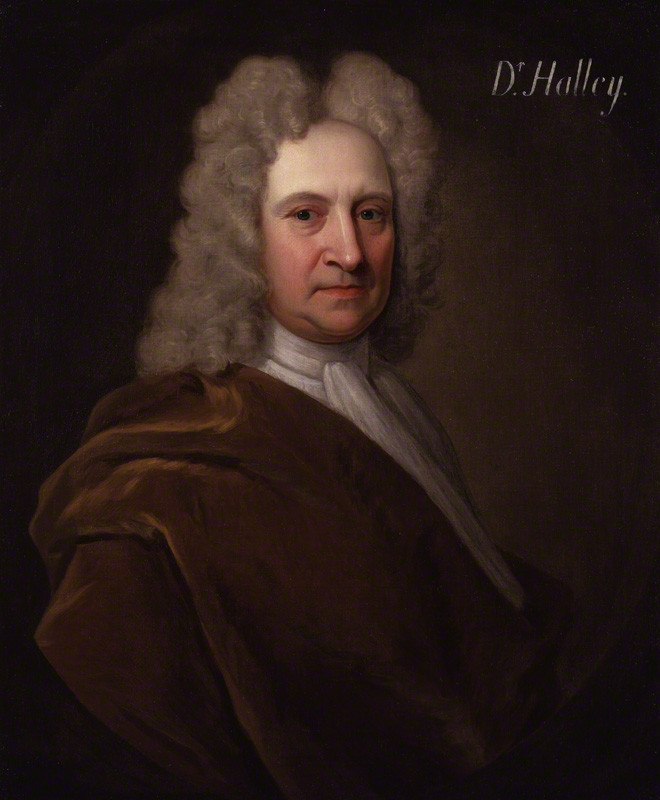
Edmond Halley

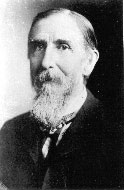
Milton Bradley

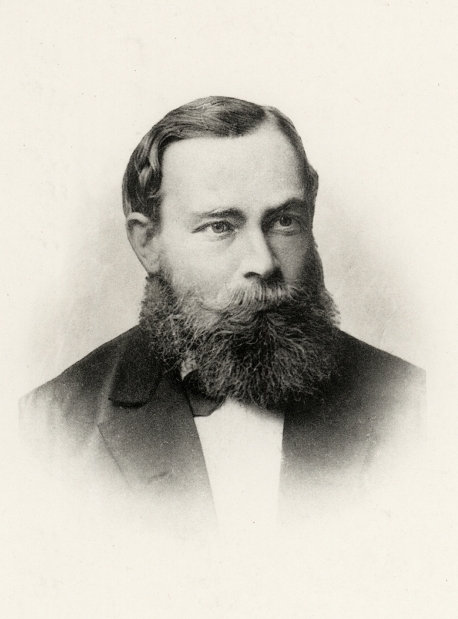
Gottlob Frege

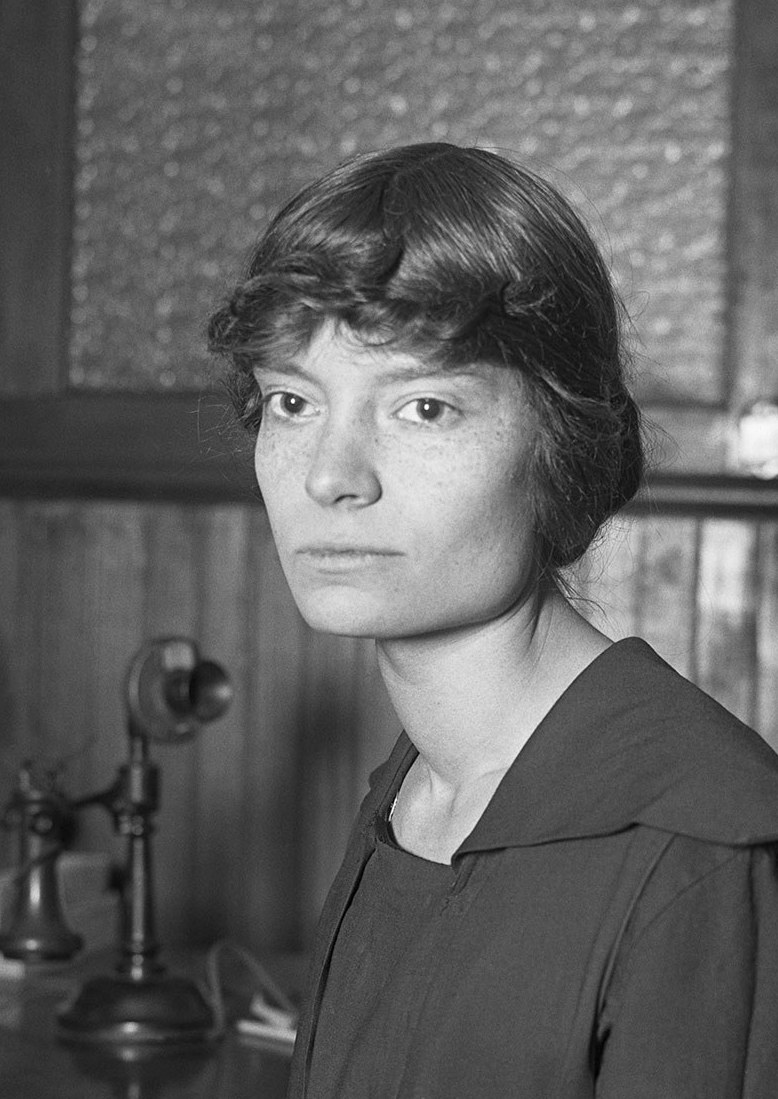
Dorothy Day

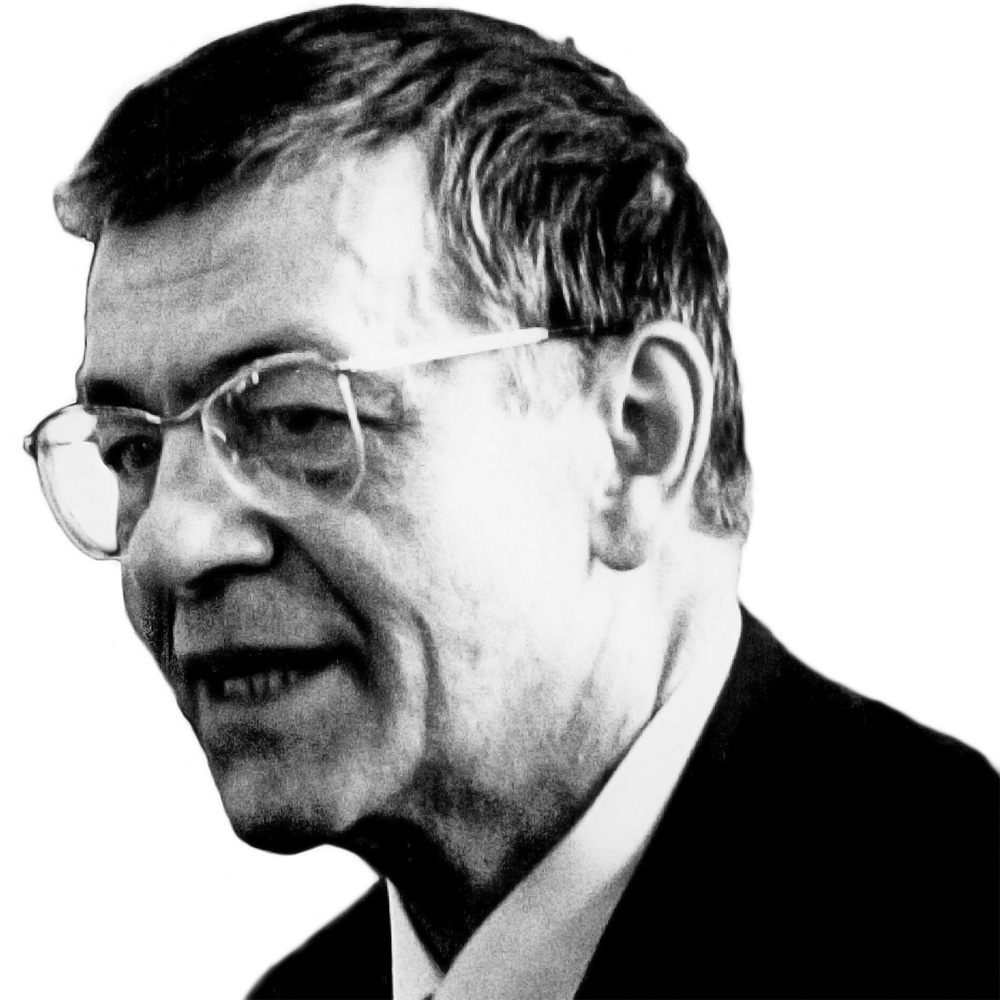
Peter Weiss

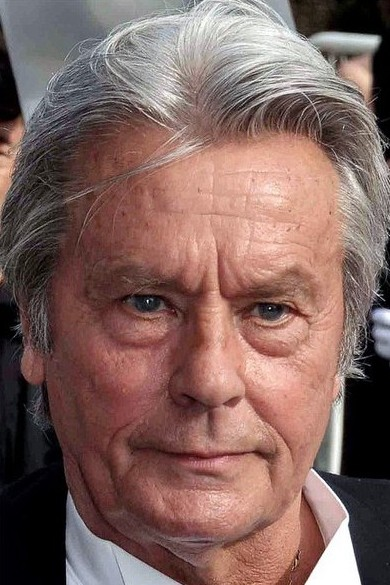
Alain Delon

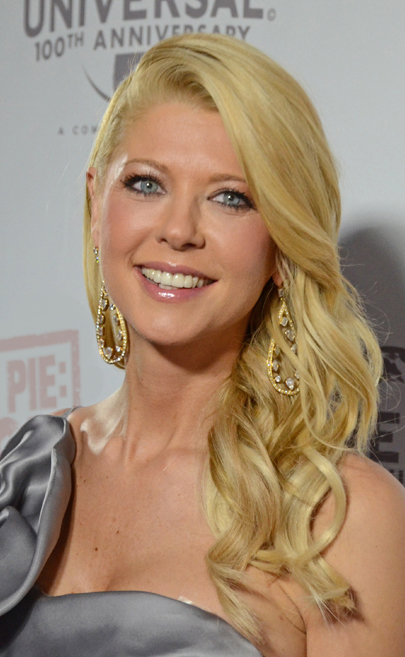
Tara Reid

### Anteriores ao século XIX
- 0035 — Nerva, imperador romano (m. 98).
- 1342 — Juliana de Norwich, escritora mística e santa inglesa (m. 1416).
- 1407 — Alain de Coëtivy, bispo de Avinhão (m. 1407).
- 1491 — Teofilo Folengo, poeta italiano (m. 1544).
- 1511 — Paul Eber, teólogo, reformador e revisor Bíblico alemão (m. 1569).
- 1543 — Lettice Knollys, condessa de Essex e Leicester (m. 1634).
- 1563 — Henrique II da Lorena (m. 1624).
- 1572 — João Segismundo, Eleitor de Brandemburgo (m. 1619).
- 1622 — Carlos X Gustavo da Suécia (m. 1660).
- 1656 — Edmond Halley, astrônomo e matemático britânico (m. 1742).
- 1693 — Henriqueta Carlota de Nassau-Idstein, duquesa de Saxe-Merseburgo (m. 1734).
- 1715 — Isabel Cristina de Brunsvique-Volfembutel-Bevern, rainha da Prússia (m. 1797).
- 1723 — John Byron, oficial naval e vice-almirante britânico (m. 1786)
- 1739 — Henrik Gabriel Porthan, erudito e historiador finlandês (m. 1804).
- 1763 — Xavier de Maistre, novelista francês (m. 1852).
- 1768 — Augusta Sofia do Reino Unido (m. 1840).
- 1777 — Desidéria Clary, Rainha Consorte da Suécia e Noruega (m. 1860).
- 1795 — Albert Gottfried Dietrich, botânico alemão (m. 1856).

### Século XIX
- 1802 — Benjamin Hall, engenheiro civil e político britânico (m. 1867).
- 1810 — Pierre Bosquet, general francês (m. 1861).
- 1814 — Gustav Hartlaub, médico e zoólogo alemão (m. 1900).
- 1825 — Ludwig Carl Christian Koch, entomologista e aracnólogo alemão (m. 1908)
- 1830 — Oliver Otis Howard, oficial norte-americano (m. 1909)
- 1836 — Milton Bradley, fabricante americano de jogos (m. 1911)
- 1843 — Moritz Pasch, matemático alemão (m. 1930).
- 1847
  - Bram Stoker, escritor irlandês (m. 1912).
  - Jean Casimir-Perier, político francês (m. 1907).
- 1848 — Gottlob Frege, matemático e filósofo alemão (m. 1925).
- 1854
  - Johannes Rydberg, físico e espectroscopista sueco (m. 1919)
  - Teófilo Dias, político e poeta brasileiro (m. 1889).
- 1868 — Felix Hausdorff, matemático alemão (m. 1942).
- 1869 — Joseph Franklin Rutherford, líder religioso estadunidense (m. 1942)
- 1883 — Arnold Bax, compositor britânico (m. 1953)
- 1884 — Hermann Rorschach, médico neurologista e psiquiatra suíço (m. 1922)
- 1885 — Tomoyuki Yamashita, general japonês (m. 1946)
- 1892 — Luigi Abatangelo, historiador, arqueólogo e dramaturgo italiano (m. 1966).
- 1893 — Rama VII, rei tailandês (m. 1941).
- 1897 — Dorothy Day, jornalista e ativista estadunidense (m. 1980).

### Século XX

#### 1901–1950
- 1916 — Peter Weiss, pintor, diretor de cinema e novelista alemão (m. 1982).
- 1920 — Eugênio de Araújo Sales, cardeal brasileiro (m. 2012).
- 1922
  - Ademir de Menezes, futebolista brasileiro (m. 1996).
  - Aldemir Martins, artista plástico brasileiro (m. 2006).
- 1923 — Fernando de Paços, poeta e dramaturgo português (m. 2003).
- 1929 — António Castanheira Neves, filósofo português.
- 1933
  - Serguei, cantor e compositor brasileiro (m. 2019).
  - Peter Arundell, automobilista britânico (m. 2009).
- 1935 — Alain Delon, ator francês (m. 2024).
- 1936 — Júlio Bozano, empresário brasileiro.
- 1942 — Sandro Mazzola, ex-futebolista italiano.
- 1943 — Martin Peters, futebolista britânico (m. 2019).
- 1945 — Antônio Marcos, ator, compositor e cantor brasileiro (m. 1992).
- 1946 — Guus Hiddink, treinador holandês de futebol.
- 1947
  - Giorgio Francia, ex-automobilista italiano.
  - Minnie Riperton, cantora americana. (m. 1979)

#### 1951–2000
- 1951
  - Nilson Chaves, músico brasileiro.
  - Herson Capri, ator brasileiro.
- 1952 — Alfre Woodard, atriz americana.
- 1953 — John Musker, cineasta e animador americano.
- 1954 — Rickie Lee Jones, artista musical e vocalista norte-americana.
- 1955 — Jacques Nguea, futebolista camaronês. (m. 2022)
- 1956 — Richard Curtis, diretor e produtor neozelandês.
- 1957 — Alan Curbishley, treinador de futebol e ex-futebolista inglês.
- 1958 — Jeff Speakman, ator e artista marcial estadunidense.
- 1959 — Hubert Aranha, humorista brasileiro.
- 1960 — Anne Dorval, atriz e cantora franco-canadense.
- 1961 — Brian Lyn, ex-ciclista olímpico antiguano.
- 1962 — Julieta Rosen, atriz mexicana.
- 1964 — Pierre Salvadori, cineasta francês.
- 1965 — Oliveira Canindé, treinador e ex-futebolista brasileiro.
- 1966 — Gordon Ramsay, chef de cozinha, autor e personalidade televisiva britânico.
- 1967
  - José Luis Caminero, ex-futebolista espanhol.
  - Courtney Thorne-Smith, atriz norte-americana.
- 1968 — Parker Posey, atriz norte-americana.
- 1969
  - Roxana Zal, atriz estadunidense..
  - Rachel Bay Jones, atriz e cantora estadunidense.
- 1970 — Diana King, cantora e compositora jamaicana.
- 1971 — Karin Rodrigues, ex-voleibolista brasileira.
- 1972 — Gerson Freire, teólogo, músico e historiador brasileiro.
- 1973 — Adler Capelli, desportista italiano.
- 1974 — Masashi Kishimoto, mangaká japonês;
- 1975
  - Tara Reid, atriz estadunidense.
  - Júlio Sérgio, ex-futebolista e treinador brasileiro de futebol.
- 1976 — Jaouhar Mnari, ex-futebolista tunisiano.
- 1977 — Thalles Roberto, cantor brasileiro.
- 1978 — Shyne, rapper Belizeano.
- 1979
  - Dania Ramírez, atriz dominicana.
  - Mozart, ex-futebolista brasileiro.
- 1980
  - Luis Fabiano, futebolista brasileiro.
- 1981 — Joe Cole, futebolista britânico.
- 1982 — Mika Kallio, motociclista finlandês.
- 1983
  - Blanka Vlasic, atleta croata.
  - Chris Rankin, ator neozelandês.
- 1984 — Keith Lee, lutador americano.
- 1985 — Jack Osbourne, ator britânico.
- 1986 — Kaniehtiio Horn, atriz canadense.
- 1987 — Édgar Benítez, futebolista paraguaio.
- 1988 — Jessica Lowndes, atriz canadense.
- 1989 — Leonardo Cordeiro, automobilista brasileiro.
- 1990 — Denise Rosenthal, atriz, cantora e modelo chilena.
- 1991 — Samantha Shannon, escritora inglesa.
- 1992 — Jean-Maxime Ndongo, futebolista guineense.
- 1993 — Kevin Giovesi, automobilista italiano.
- 1994 — Dória, futebolista brasileiro.
- 1995 — Joe O'Connor, jogador inglês de snooker.
- 1996 — Emily Bader, atriz norte-americana.
- 1998 — Leo Fernández, futebolista uruguaio.
- 1999 — Benjamin Wadsworth, ator americano.
- 2000 — Jade Pettyjohn, atriz norte-americana.

## Mortes

### Anteriores ao século XIX
- 0397 — Martinho de Tours, bispo e santo húngaro (n. 316).
- 0618 — Papa Adeodato I (n. 570).
- 0955 — Papa Agapito II (n. 905).
- 1171 — Balduíno IV de Hainaut (n. 1108).
- 1226 — Luís VIII de França  (n. 1187).
- 1246 — Berengária de Castela (n. 1180).
- 1264 — Matilde de Béthune, condessa de Flandres
- 1308 — João Duns Escoto, teólogo e filósofo escocês (n. 1265).
- 1365 — Nicolau Acciaiuoli, político italiano (n. 1310).
- 1494 — Melozzo da Forlì, pintor italiano (n. 1438).
- 1517 — Francisco Jiménez de Cisneros, arcebispo de Toledo (n. 1436).
- 1564 — Melchior Fendt, médico e físico alemão (n. 1486).
- 1575 — Corneille de Lyon, pintor holandês (n. 1500).
- 1599 — Francisco Guerrero, músico e compositor espanhol (n. 1528).
- 1674 — John Milton, poeta inglês (n. 1608).
- 1773 — Friedrich Wilhelm von Seydlitz, general prussiano (n. 1721).
- 1799
  - Lucas Dantas do Amorim Torres, militar brasileiro (n. ?).
  - Luís Gonzaga das Virgens, militar brasileiro (n. 1761).

### Século XIX
- 1817 — Andrea Appiani, pintor italiano (n. 1754).
- 1828 — Thomas Bewick, gravador e ornitólogo britânico (n. 1753).
- 1830 — Francisco I das Duas Sicílias (n. 1777).
- 1856 — António José de Lima Leitão, médico, político e escritor português (n. 1787).
- 1858 — George Peacock, matemático britânico (n. 1791).
- 1877 — Amélia Augusta da Baviera, rainha consorte da Saxônia (n. 1801).
- 1890 — César Franck, compositor e organista francês (n. 1822).

### Século XX
- 1905 — Victor Borisov-Musatov, pintor russo (n. 1870).
- 1908 — Victorien Sardou, dramaturgo francês (n. 1831).
- 1914 — Alessandro D'Ancona, escritor, crítico literário, político italiano (n. 1835).
- 1917 — Adolph Wagner, economista e político alemão (n. 1835).
- 1920 — Abraham Kuyper, teólogo e político neerlandês (n. 1837).
- 1934
  - Carlos Chagas, médico e cientista brasileiro (n. 1879).
  - James Mark Baldwin, filósofo e psicólogo norte-americano (n. 1861).
- 1959
  - Frank S. Land, líder comunitário norte-americano (n. 1890).
  - Heleno de Freitas, futebolista brasileiro (n. 1920).
- 1975 — Jaime Montestrela, escritor português (n. 1925).
- 1985 — Nicolas Frantz, ciclista de Luxemburgo (n. 1899).
- 1995 — Alonzo Church, matemático norte-americano (n. 1903).

### Século XXI
- 2003 — Álvaro Martins dos Santos, guitarrista português (n. 1918).
- 2008
  - Mieczysław Rakowski, político e historiador polonês (n. 1926).
  - Régis Genaux, futebolista e treinador belga (n. 1973).
- 2009 — Vitaly Ginzburg, físico russo (n. 1916).
- 2014 — Hugo Sánchez Portugal, futebolista e comentarista esportivo mexicano (n. 1984).
- 2020 — Vanusa, cantora e compositora brasileira (n. 1947).
- 2024 — Ibrahim Eris, economista brasileiro que implantou o Plano Collor (n. 1944).

## Feriados e eventos cíclicos

### Internacional
- Dia Mundial do Urbanismo
- Dia Feliz - Comemorado em diversos locais e países.

### Brasil
- Aniversário do município de Guaimbê, São Paulo
- Aniversário do município de Jaguaribe, Ceará
- Feriado municipal em Campo Belo do Sul, Santa Catarina: festa da padroeira Nossa Senhora do Patrocínio
- Dia do técnico em radiologia.

### Cristianismo
- Isabel da Trindade
- João Duns Escoto
- Johann von Staupitz
- Papa Adeodato I
- Quatro Santos Coroados
- Tisílio

## Outros calendários
- No calendário romano era o 6.º dia  (VI) antes dos idos de novembro.
- No calendário litúrgico tem a letra dominical D para o dia da semana.
- No calendário gregoriano a epacta do dia é xiv.